# Ma-Adur Gusnaspe
Ma-Adur Gusnaspe (em persa médio: Mah-Ādur Gušnasp), também conhecido pela forma arábica de Maadar Jusnas (em árabe: Mahadhar Jušnas), foi um nobre iraniano que serviu como grão-framadar (vizir ou primeiro-ministro) do Império Sassânida durante o reinado do governante criança Artaxer III (r. 628–630).

## Nome
Adur/Adar (𐭠𐭲𐭥𐭥𐭩, ādur/ādar) é a palavra em persa médio e parta para "fogo", derivada do avéstico Atar (𐬁𐬙𐬀𐬭, ātar). Foi um termo utilizado para indicar templos zoroastristas dedicados ao fogo sagrado, bem como é o nome do nono mês do calendário zoroastrista e o nono dia do mês. Gusnaspe (𐭢𐭱𐭭𐭮𐭯, Gušnasp) é um nome persa médio formado por gušn (do iraniano antigo *vṛšna-), "macho", e asp, "cavalo". Nesse sentido, significa "aquele com cavalos". Foi registrado em armênio como Vesnaspe (Վշնասպ, Všnasp).

## Vida

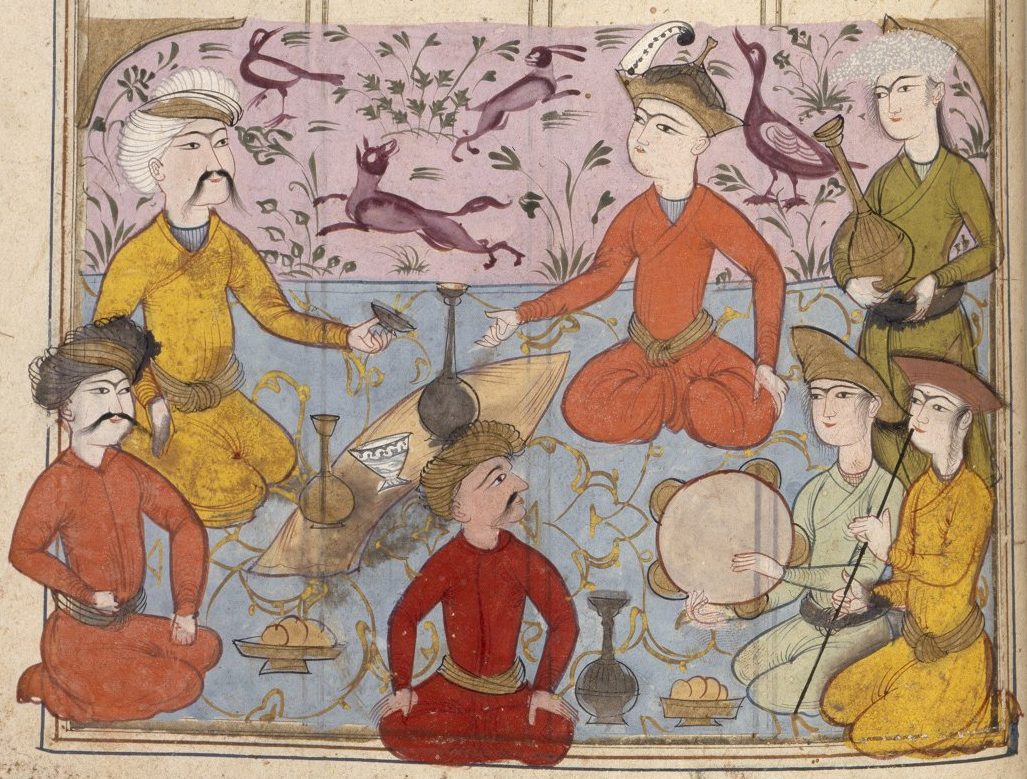
Corte de

Ma-Adur era filho de um certo Gusnaspe (Jusnas), e uma nobre Ispabudã sem nome, que era irmã de Bestã e Bindoes. Tinha um irmão chamado Narses e era primo de Cosroes II (r. 590–628), cuja mãe também era irmã dos dois irmãos Ispabudã. É citado pela primeira vez durante a ascensão do trono do jovem de oito anos Artaxer III (r. 628–630) em 6 de setembro de 628, quando foi eleito grão-framadar. De acordo com o historiador persa medieval Tabari: "[Ele] realizou a administração do reino de uma maneira excelente, e com uma conduta tão firme, que ninguém teria conhecimento da juventude de Artaxer III." No entanto, isso não significa que o Império Sassânida estava pacificado e seguro, pois chefes locais e líderes do exército ganharam muito poder para obedecer ao governo central, a administração imperial estava se desintegrando e os árabes e os turcos estavam atacando as regiões fronteiriças. Um ano depois, o ex-líder militar Sarbaro, com uma força de seis mil homens, marchou em direção a Ctesifonte e sitiou a cidade. Foi, no entanto, incapaz de capturar a cidade e, portanto, fez uma aliança com Perozes Cosroes, o líder da facção parsigue, e o anterior grão-framadar do império durante o reinado do pai de Artaxer, Cavades II (r. 628). Também fez uma aliança com Nandar Gusnaspe, o aspabedes ("chefe do exército") de Ninruz. Sarbaro, com a ajuda dessas duas figuras poderosas, capturou Ctesifonte e executou Artaxer, junto com o próprio Ma-Adur e outros nobres proeminentes do império, incluindo um certo Ardabil. 40 dias depois, Sarbaro foi assassinado pelo primo paterno de Ma-Adur, Farruque Hormisda, que então fez de Borana, filha de Cosroes II, a nova governante.

## Descendência
Os dois filhos de Ma-Adur, Cavades e Anoxagã, mais tarde entraram em confronto com os árabes duas vezes em 633, primeiro na Batalha das Correntes, depois finalmente na Batalha do Rio (também conhecida como Batalha de Almadar), onde foram mortos pelas tropas de o general Calide ibne Ualide.